# Монумент Независимости (Шымкент)
Монумент Независимости в г. Шымкент — это 24-метровая трёхгранная стела, на которой воздвигнута восьмиметровая женская фигура «Жер-ана» — «Мать-земля».
Памятник расположен на площади «Ордабасы», на пересечении трёх улиц, носящих имена знаменитых биев, заложивших основу единения казахского народа — Толе-би, Казыбек-би и Айтеке-би. Стела символизирует единство народа страны. На каждой грани стелы выбиты высказывания данных деятелей позднего средневековья, снование стелы украшено национальным орнаментом.
Авторы монумента — Даурен Альдеков, Насыр Рустемов и Бахытжан Аширбаев. Возведение памятника профинансировано бизнесменами области, стоимость проекта — 48 млн. тенге.

#### Открытие
Открытие Монумента Независимости состоялось 22 сентября 2009 года с участием творческих коллективов. В торжественном открытии принял участие президент Республики Казахстан Нурсултан Абишевич Назарбаев.